# Општина Малуштени (Васлуј)
Малуштени (рум. Măluşteni) општина је у Румунији у округу Васлуј.
Oпштина се налази на надморској висини од 248 m.